# لیام فاکس
لیام فاکس (انگلیسی: Liam Fox؛ زادهٔ ۲۲ سپتامبر ۱۹۶۱) سیاست‌مدار اهل بریتانیا است.
وی از سال ۲۰۱۰ تا ۲۰۱۱ وزیر دفاع بریتانیا بوده‌است. فاکس دانش‌آموخته پزشکی از دانشگاه گلاسگو است.